# La chica salvaje
La chica salvaje (título originalː Where the Crawdads Sing) es una película estadounidense de drama y misterio de 2022, basada en la novela de 2018 del mismo nombre escrita por Delia Owens. La cinta está dirigida por Olivia Newman a partir de un guion escrito por Lucy Alibar, y es producida por Reese Witherspoon y Lauren Neustadter. La película es protagonizada por Daisy Edgar-Jones, Taylor John Smith, Harris Dickinson, Michael Hyatt, Sterling Macer, Jr. y David Strathairn.
Fue estrenada en los Estados Unidos el 15 de julio de 2022 por Sony Pictures Releasing a través de Columbia Pictures. La película recibió reseñas mixtas de los críticos, quienes elogiaron la actuación de Edgar-Jones.
En España fue estrenada en septiembre de 2022. El pase preestreno supuso un acontecimiento social en el mundo del cine, con la participación de varios famosos.

## Reparto
- Daisy Edgar-Jones como Catherine "Kya" Clark
  - Jojo Regina como Kya joven
  - Leslie France como Kya de mediados de los 70
- Taylor John Smith como Tate Walker
  - Luke David Blumm como el joven Tate
  - Sam Anderson como Tate de mediados de los 70
- Harris Dickinson como Chase Andrews
  - Blue Clarke como el joven Chase
- Michael Hyatt como Mabel Madison
- Sterling Macer, Jr. como James "Jumpin" Madison
- David Strathairn como Tom Milton
- Garret Dillahunt como "Pa" Clark
- Ahna O'Reilly como "Ma" Clark
- Logan Macrae como "Jodie" Clark
  - Will Bundon como la joven Jodie
- Bill Kelly como el sheriff Jackson
- Jayson Warner Smith como el diputado Joe Purdue
- Eric Ladin como Eric Chastain

## Producción
El 25 de enero de 2021, se anunció que Taylor John Smith y Harris Dickinson se unirían a Daisy Edgar-Jones en una adaptación cinematográfica producida por Hello Sunshine y 3000 Pictures para Sony Pictures, basada en el best-seller de Delia Owens Where the Crawdads Sing. La película sería dirigida por Olivia Newman a partir de un guion escrito por Lucy Alibar. El 17 de marzo de 2021, David Strathairn se unió al elenco de la película. El 30 de marzo de 2021, Jayson Warner Smith se unió. En abril de 2021, Garret Dillahunt, Michael Hyatt, Ahna O'Reilly, Sterling Macer Jr. y Jojo Regina se unieron al reparto. En junio de 2021, Eric Ladin se unió a la película.
La fotografía principal se llevó a cabo del 30 de marzo al 28 de junio de 2021 en Nueva Orleans y Houma, Luisiana.

## Música
Mychael Danna compuso la banda sonora de la película.
La cantautora estadounidense Taylor Swift escribió e interpretó la canción original "Carolina" para la película. Cuando se lanzó por primera vez el avance promocional de la película, dijo que se perdió por completo en el libro cuando lo leyó hace años y quería crear algo inquietante y etéreo.

## Estreno
Fue estrenada el 15 de julio de 2022. Anteriormente estaba programada para ser estrenada el 24 de junio de 2022, antes de retrasarse hasta el 22 de julio de 2022, y luego adelantarse una semana hasta el 15 de julio.

## Premios y nominaciones
| Premio                                 | Fecha                   | Categoría                                                                | Nominados                 | Resultado | Ref.   |
| -------------------------------------- | ----------------------- | ------------------------------------------------------------------------ | ------------------------- | --------- | ------ |
| Hollywood Music in Media Awards        | 16 de noviembre de 2022 | Mejor banda sonora en una película animada                               | Mychael Danna             | Nominada  | [ 15 ] |
| Hollywood Music in Media Awards        | 16 de noviembre de 2022 | Mejor canción original en una película animada                           | Taylor Swift ("Carolina") | Nominada  | [ 15 ] |
| Premios People's Choice                | 6 de diciembre de 2022  | Mejor película dramática                                                 | Where the Crawdads Sing   | Nominada  | [ 16 ] |
| Premios Globo de Oro                   | 10 de enero de 2023     | Mejor canción original                                                   | Taylor Swift ("Carolina") | Nominada  | [ 17 ] |
| Premios de la Crítica Cinematográfica  | 15 de enero de 2023     | Mejor canción                                                            | Taylor Swift ("Carolina") | Nominada  | [ 18 ] |
| Premios Grammy                         | 5 de febrero de 2023    | Mejor canción escrita para medios visuales                               | Taylor Swift ("Carolina") | Nominada  | [ 19 ] |
| Premios Satellite                      | 11 de febrero de 2023   | Mejor canción original                                                   | Taylor Swift ("Carolina") | Nominada  | [ 20 ] |
| Alianza de Mujeres Periodistas de Cine | 15 de febrero de 2023   | Mejor canción original para una producción visual dramática o documental | Taylor Swift ("Carolina") | Nominada  | [ 21 ] |